# Another Journey to the West
Another Journey to the West (chinesisch 吴承恩捉妖记 Ji Yao Lu: Qicheng Pian) ist eine Zeichentrickserie aus der Volksrepublik China, die 2024 veröffentlicht wurde. Die Geschichte basiert auf dem Webroman Wu Cheng'en Zhuo Yao Ji von Youshi Youshi, Marberionius und Haitang aus dem Jahr 2016 und erzählt eine alternative Version der Reise nach Westen.

## Inhalt
Mit seiner Besessenheit von der Existenz von Dämonen geht der Soldat Wu Daoying den Beamten in der Stadt Huai’an auf die Nerven. Hinter jedem Vorkommnis vermutet der junge Mann die Tat von Dämonen. Auch bei einer neuerlichen Serie von Fällen verschwundener Kinder will Wu Daoying ermitteln und dabei Dämonen auf die Spur kommen. Seine Vorgesetzten wiegeln ab, doch ihm fällt ein verdächtiger Mönch auf, der sich seit Kurzem in der Stadt herumtreibt. Im Tempel der lokalen Gottheit wird Wu Daoying schließlich von einem Mädchen angesprochen, das ihn in eine verborgene Höhle führt. Dort lebt tatsächlich ein Dämon, zu dem die Kinder gebracht werden. Auch der Mönch Qing Xuan tritt bald hinzu und gemeinsam können sie den Dämon besiegen und so die Gefahr für die Kinder beseitigen. Beim Kampf bemerkt Wu Daoying die Seelenfresserblume, die Menschen befällt und ihre Seelen aussaugt, wie er bald erfahren wird. Auch nach dem Kampf wird ihm von den Beamten nicht geglaubt und er verlässt die Stadt, um nun mit Qing Xuan durch die Lande zu ziehen und von ihm mehr über Dämonen und seine magischen Kräfte zu lernen. Sie begegnen weiteren Dämonen, anderen Kämpfern und Wu Daoying kommt dabei dem Geheimnis der Seelenfresserblume auf die Spur. Qing Xuan wird er immer misstrauischer, denn offensichtlich hat er etwas zu verbergen.
Als die beiden in Liangzhou, dem Ziel von Qing Xuans Reise ankommen, kommt es auch hier zu einem Angriff der Seelenfresserblume auf die Menschen der Stadt. Ihre Urheber kennen Qing Xuan offenbar und er verschwindet schließlich mit ihnen, nachdem sie Wu Daoying und die Kämpferin Li Tang besiegt haben. Die beiden befürchten, dass Qing Xuan hinter dem Grauen stecken könnte. Sie können die beiden Dämonen schließlich besiegen und erfahren, dass ihr Herr Zhenyuan die Seelenfresserblumen ausgesandt hat. Er will die Seelen der Menschen sammeln, um den herabgestürzten Himmelspalast wiederaufzurichten. Dem Dämon sind dabei die Schicksale der Menschen egal. Mit vereinten Kräften können die drei ihn besiegen.

## Produktion und Veröffentlichung
Die Serie entstand beim Studio Hi Captain Pictures unter der Mitwirkung von Shanghai Bukong Film and Television, Studio Mindo und Tencent Penguin Pictures. Auf Basis des Webromans schrieb Kan Zheng ein Drehbuch, unterstützt von Yiyue Wang. Regie führten Ran Guo und Tiantian Zhang. Die künstlerische Leitung lag bei Guan Lao, die Charakterdesigns entwarf Yang und für den Schnitt war Xueying Xu verantwortlich. Die Musik komponierte Caisheng Bo.
Die 12 Folgen mit Laufzeiten von 14 bis 24 Minuten wurden ab dem 3. Oktober 2024 von Jiguang TV in der Volksrepublik China gezeigt sowie von Tencent Video veröffentlicht. Weltweit geschah eine Veröffentlichung per Streaming auf den Plattformen Amazon Prime Video, WeTV und Crunchyroll mit Untertiteln in diversen Sprachen, darunter vom 10. Oktober bis 14. November 2024 auch auf Deutsch bei Crunchyroll.

## Synchronisation
| Rolle       | chinesische Stimme |
| ----------- | ------------------ |
| Zhen Yuanzi | Zhangtaikang Chen  |
| Li Tang     | Shimeng Li         |
| Yang Er     | Fuzheng Zhang      |